# Gunnar Bolander (diskuskastare)
Gunnar Napoleon Bolander, född 20 juli 1889 i Västerås, död 19 december 1964 i Västerås, var en svensk diskuskastare som tävlade för Uppsala Studenters IF.
Vid OS i Stockholm 1912 kom Bolander på 26:e plats i diskuskastning. Gunnar Bolander var son till Carl Johan Bolander (1854–1903) och Hilma Maria Östling (1865–1923). De är alla begravda på Östra kyrkogården i Västerås.